# Blank Space
Singles de Taylor Swift
Shake It Off
(2014) Style
(2015)
Blank Space (Taylor's version) est une chanson de l'auteure-compositrice-interprète américaine Taylor Swift. Elle est sortie le 10 novembre 2014 en tant que second single du cinquième album studio de l'artiste, 1989. Puis elle est réenregistrée le 27 octobre 2023 pour la sortie de 1989 (Taylor's version).
Le titre est un succès en Amérique du Nord, en Australie, et, dans une moindre mesure, en Europe. Aux États-Unis, Blank Space a atteint la première position du Billboard Hot 100, y remplaçant son titre Shake It Off et permettant à la chanteuse d'être la première artiste féminine en 56 ans d'histoire du classement à détrôner l'une de ses chansons.
Le vidéoclip de la chanson a atteint en juillet 2015 le milliard de vues sur la plateforme de vidéos YouTube, et les trois milliards de vues en juillet 2022.

## Clip vidéo
Le clip vidéo a été réalisé par Joseph Kahn et produit par le label Big Machine Records, officiellement ajouté sur YouTube le 10 novembre 2014.
Il débute par l'arrivée en voiture d'un beau jeune homme (Sean O'Pry), devant un manoir. On voit alors Taylor Swift assise habillée d'une nuisette en dentelle noire s'étirant sur un grand lit blanc et tenant son chat dans la main. La chambre est grande, spacieuse et des chandeliers trônent à côté de chevaux blancs qui semblent veiller sur la chanteuse. Puis Taylor aperçoit le jeune homme en bas des escaliers de marbre. Elle est vêtue d'une longue robe en dentelle noire. Les deux jeunes gens dînent alors ensemble dans un somptueux salon. Puis ils dansent et font du vélo dans un autre salon en riant. Taylor peint un portrait du jeune homme qui est devenu son petit ami. On les voit ensuite se promenant dans le parc du manoir avec des dobermanns, chevaucher dans les allées du parc les chevaux blancs du début de la vidéo. Leur vie ressemble à un conte de fée : ils sont beaux, jeunes, riches, habitent dans un manoir somptueux avec plusieurs animaux... 
Taylor accroche le portrait de son amoureux dans un couloir où figure d'autres portraits de jeunes hommes. Puis on voit les deux amoureux à côté d'un arbre ou Taylor va graver à l'aide d'un couteau : Sean + Taylor. Les deux amoureux s'embrassent passionnément.
Ils pique-niquent ensemble dans le parc mais Sean reçoit un SMS d'une fille, ce qui va rendre Taylor folle de jalousie. Elle lui hurle dessus, le repousse, lui jette un pot de fleurs à la figure, le griffe et le fait tomber par terre. Puis on la voit adossée à la cheminée de marbre en ensemble léopard, son mascara a coulé sur ses joues. Elle fait tomber le téléphone portable de Sean dans la fontaine, déchire à coups de couteaux la toile du portrait, lacère ses chemises avec des ciseaux puis les brûle. Puis on la voit tenant une pomme rouge, la faisant tourner entre ses doigts, l'écrasant pendant qu'à chaque coup Sean ressent une douleur comme si sa tête était devenue la pomme. Vers la fin du clip Taylor s'est emparée d'un club de golf et fracasse la voiture de Sean, ce dernier est impuissant et désespéré. Puis à terre, inconscient, Taylor l'embrasse et son visage dans les mains le secoue. Sean réussit finalement à s'enfuir, terrifié, mais juste après on voit arriver une autre luxueuse voiture rouge dont un jeune homme séduisant descend. Taylor s'est calmée et un sourire se dessine sur ses lèvres rouges. L'histoire se termine ainsi, annonçant une espèce de replay de l'histoire de Sean.
Le clip devient en juillet 2015 la 4e vidéo de l'histoire de la plateforme Youtube à dépasser le milliard de vues.

## Classements musicaux
| Classement (2014)                       | Meilleure position |
| --------------------------------------- | ------------------ |
| Allemagne (Media Control AG)            | 9                  |
| Australie (ARIA)                        | 1                  |
| Autriche (Ö3 Austria Top 40)            | 6                  |
| Belgique (Flandre Ultratip 100)         | 13                 |
| Belgique (Wallonie Ultratop 50 Singles) | 26                 |
| Canada (Hot 100)                        | 1                  |
| États-Unis (Hot 100)                    | 1                  |
| Écosse (OCC)                            | 1                  |
| Espagne (PROMUSICAE)                    | 3                  |
| France (SNEP)                           | 27                 |
| Nouvelle-Zélande (RMNZ)                 | 2                  |
| Royaume-Uni (UK Singles Chart)          | 4                  |
| Suisse (Schweizer Hitparade)            | 12                 |